# 1A busz (Körmend)
A körmendi 1A jelzésű autóbusz az Autóbusz-állomás – Felsőberkifalu – Autóbusz-állomás útvonalon közlekedik. A vonalat a Volánbusz üzemelteti.

## Közlekedése
Csak munkanapokon közlekedik, a reggeli csúcsidőben, 1 járat.

## Útvonala
| Autóbusz-állomás → Felsőberkifalu → Autóbusz-állomás |
| --- |
| Autóbusz-állomás – Vasútmellék utca – Kossuth Lajos utca – Bercsényi utca – Thököly Imre utca – Vasútmellék utca – Hunyadi utca – Rákóczi utca – Berki utca – Felsőberkifalu – Berki utca – Rákóczi utca – Orgona utca – Dankó Pista utca – Nefelejcs utca – Rákóczi utca – Dr. Batthyány utca – Szabadság tér (kastély) – Dr. Batthyány utca – Rákóczi utca – Hunyadi utca – Vasútmellék utca – Autóbusz-állomás |

## Megállóhelyei
| 0  | Autóbusz-állomás                    |              | Körmend Helyközi autóbusz-állomás, II. világháborús emlékmű, Olcsai-Kiss Zoltán Általános Iskola                                                                  |
| 1  | Olcsai-Kiss Zoltán Általános Iskola | 1, 1B, 2, 2A | II. világháborús emlékmű, Olcsai-Kiss Zoltán Általános Iskola |
| 4  | Rákóczi utca 15.                    | 1, 1B        | |
| 6  | Kórház                              | 1, 1B        | Dr. Batthyány-Strattmann László Kórház, LIDL, Penny Market, EURONICS                                                                                              |
| 8  | Nagykölkedi elágazás                | 1, 1B        | Ada Hungária Bútorgyár Kft., Mjus World Resort & Thermal Park |
| 10 | Berki utca                          | 1B           | |
| 12 | Nagykölkedi elágazás                | 1, 1B        | Ada Hungária Bútorgyár Kft., Mjus World Resort & Thermal Park |
| 14 | Dankó Pista utca 50.                | 1B           | Orgona utcai temető |
| 15 | Dankó Pista utca 2.                 | 1B           | |
| 17 | Kórház                              | 1, 1B        | Dr. Batthyány-Strattmann László Kórház, LIDL, Penny Market, EURONICS                                                                                              |
| 19 | Rákóczi utca 15.                    | 1, 1B        | |
| 21 | Szabadság tér                       | 1, 1B, 2, 2A | Batthyány-Strattmann Kastély, Városi Bíróság, Földhivatal, Polgármesteri Hivatal, Faludi Ferenc Városi Könyvtár, Árpád-házi Szent Erzsébet templom, Szabadság tér |
| 22 | Szabadság tér (kastély)             | 1, 1B, 2, 2A | Batthyány-Strattmann Kastély, Városi Bíróság, Földhivatal, Polgármesteri Hivatal, Faludi Ferenc Városi Könyvtár, Árpád-házi Szent Erzsébet templom, Szabadság tér |
| 23 | Hunyadi utca                        | 1, 1B, 2     | Razsó Imre Szakközépiskola, Szakiskola és Kollégium, SPAR, Rendőrkapitányság, Dr. Batthyányné Coreth Mária Óvoda                                                  |
| 24 | Olcsai-Kiss Zoltán Általános Iskola | 1, 1B, 2, 2A | II. világháborús emlékmű, Olcsai-Kiss Zoltán Általános Iskola |
| 25 | Autóbusz-állomás végállomás         | 1, 1B, 2, 2A | Körmend Helyközi autóbusz-állomás, II. világháborús emlékmű, Olcsai-Kiss Zoltán Általános Iskola                                                                  |

1. ↑  Tanítási napokon az autóbuszok megállnak az Olcsai-Kiss Zoltán Általános Iskola megállóhelyen is.

## Menetrend
| Óra | Munkanapokon |
| --- | ------------ |
| 7   | 00           |

A járat a Hunyadi utca megállóhely után iskolai előadási napokon érinti az Olcsai-Kiss Zoltán Általános Iskola megállóhelyet.